# ディララ・ビルゲ
ディララ・ビルゲ（Dilara Bilge、1990年8月20日 - ）は、トルコの女子バレーボール選手。

## 来歴
2008年にトルコリーグのガラタサライに入団し3年間プレー。2011/12シーズンは、前シーズンに同リーグ1部より降格したカルスヤカ・イズカ建設(Karşıyaka İZKA İnşaat)でプレーした。2012/13シーズンは1部のブルサ大都市自治体スポーツクラブ(Bursa Büyükşehir Belediyesi)でプレー。
2013年にトルコ代表として第5回欧州リーグに出場。同年9月にV・プレミアリーグのJTマーヴェラスに入団した。
2014年5月、JTを退団。

## 所属チーム
- ガラタサライ （2008-2011年）
- カルスヤカ・イズカ建設 （2011-2012年）
- ブルサ大都市自治体スポーツクラブ （2012-2013年）
- JTマーヴェラス （2013-2014年）
- ニルフェル・ベレディイェスポル（2014-2015年）
- İdmanocağı（2015-2016年）
- ベシクタシュ（2016-2020年）
- İlbank（2020年）
- サリエル・ベレディイェスポル（2020-2021年）
- Çukurova（2021-2023年）

## 球歴
- トルコ代表 - 2013年-
  - 2013年 欧州リーグ